# Strobilanthes larium
Strobilanthes larium är en akantusväxtart som beskrevs av Hand.-mazz.. Strobilanthes larium ingår i släktet Strobilanthes och familjen akantusväxter. Inga underarter finns listade i Catalogue of Life.